# Tân Mai, Nghệ An
Tân Mai là một phường thuộc tỉnh Nghệ An, Việt Nam. Phường được hình thành trên cơ sở sáp nhập phường Quỳnh Dị, xã Quỳnh Lập và xã Quỳnh Lộc của thị xã Hoàng Mai trong đợt Sáp nhập tỉnh thành Việt Nam 2025.

## Hành chính và tên gọi
Phường Tân Mai được thành lập theo Nghị quyết số 1678/NQ-UBTVQH15 của Ủy ban Thường vụ Quốc hội Việt Nam, ban hành ngày 16 tháng 6 năm 2025. Theo đó, sắp xếp toàn bộ diện tích tự nhiên, quy mô dân số của phường Quỳnh Dị, xã Quỳnh Lập và xã Quỳnh Lộc thuộc thị xã Hoàng Mai trước đây thành một phường mới có tên gọi là phường Tân Mai.
Trước đó, theo Đề án sắp xếp đơn vị hành chính cấp xã tỉnh Nghệ An, phường này là phường Hoàng Mai 2.
Sau sắp xếp phường có diện tích tự nhiên: 51,61 km2, quy mô dân số: 33.894 người. Về địa lý, phía Đông giáp biển Đông, phía Nam giáp phường Quỳnh Mai, phía Tây giáp phường Hoàng Mai, phía Bắc giáp tỉnh Thanh Hóa.